# Fabrique Nationale de Herstal
Fabrique Nationale de Herstal (FN Herstal, fr. Fabrique Nationale d'Armes de Guerre) – belgijska spółka akcyjna produkująca broń palną oraz pojazdy.

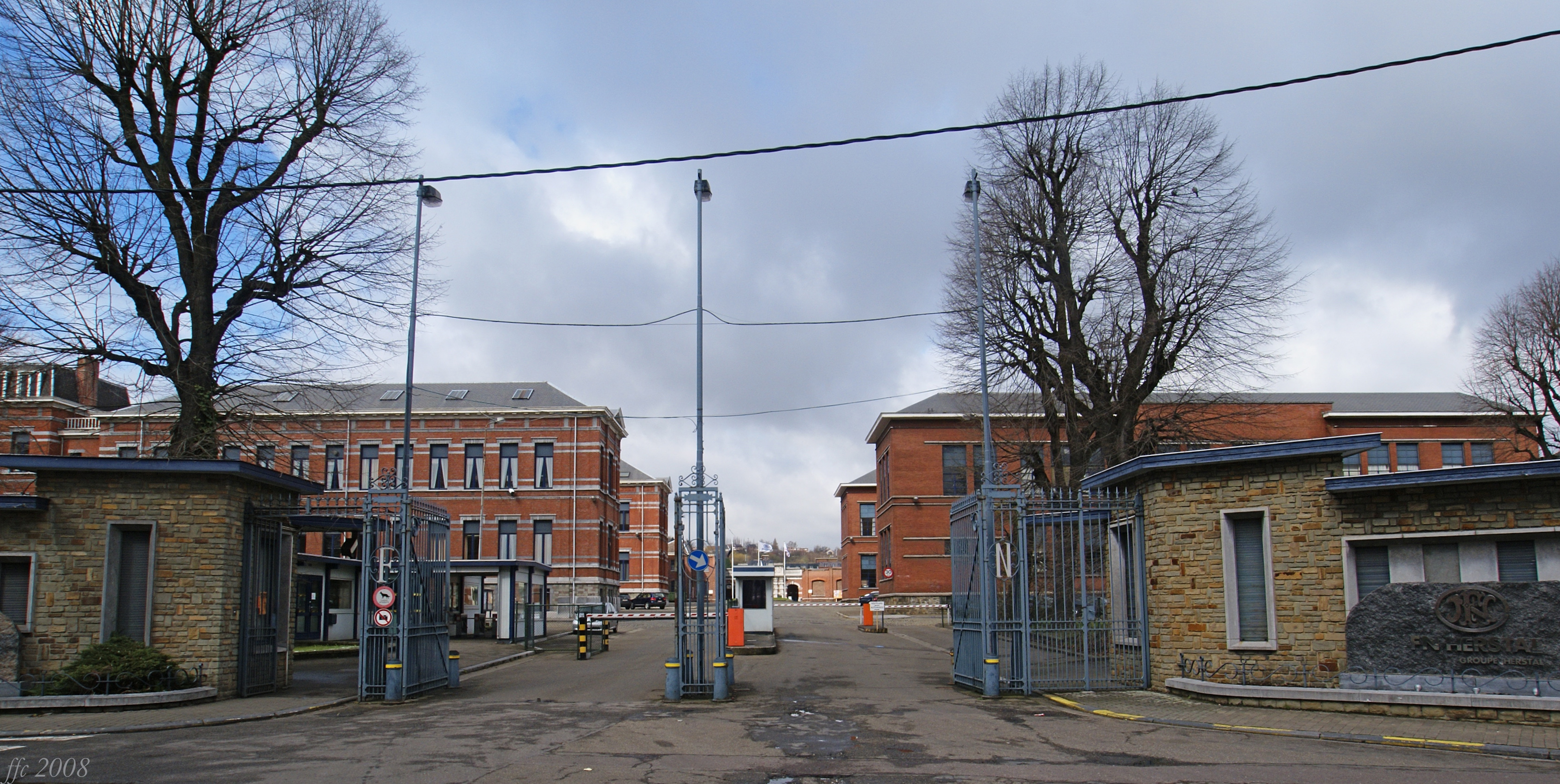
Widok fabryki Fabrique Nationale de Herstal

Zakłady FN Herstal powstały w 1889 roku w Herstal, niedaleko Liège. Spółka została utworzona przez konsorcjum belgijskich przemysłowców w celu produkcji karabinów na licencji przedsiębiorstwa Mauser dla belgijskiej armii, która musiała zostać ulokowana w Belgii. Po wypełnieniu kontraktu na 150 000 karabinów, zakładom, stwarzającym konkurencję dla ich wspólników, groziła likwidacja, lecz ostatecznie w następnych latach asortyment przedsiębiorstwa rozszerzono o pistolety samopowtarzalne oraz broń sportową i myśliwską. Większość pistoletów produkowanych przez FN Herstal przed wojną było konstrukcjami Johna Mosesa Browninga, począwszy od udanego pistoletu FN 1900, produkowanego od 1899 roku i eksportowanego do wielu krajów.
Poza bronią, przedsiębiorstwo FN Herstal produkowało rowery, motocykle (w latach 1902–1906), samochody (w latach 1900–1966) i trolejbusy (w latach 1934–1955). 
Podczas II wojny światowej belgijskie zakłady FN znalazły się w rękach niemieckich i produkowały broń na potrzeby Wehrmachtu. Po wyzwoleniu zakładów w 1944 roku rozpoczęto w nich remonty karabinów M1 Garand i karabinków M1.
W 1949 roku rozpoczęto produkcję karabinu samopowtarzalnego SAFN-49, a w połowie lat 50. jego następcy karabinu FN FAL. W następnych latach rozpoczynano produkcję kolejnych wzorów broni które najczęściej osiągały duży sukces rynkowy.
W 1977 roku FN Herstal stała się właścicielem amerykańskiego przedsiębiorstwa Browning Arms Company. Po przyjęciu do uzbrojenia US Armed Forces karabinu maszynowego FN Minimi w 1982 roku utworzono spółkę FNMI zajmującą się produkcją i sprzedażą na rynku amerykańskim broni wojskowej. W latach 90 XX w. FN Herstal wszedł w skład holdingu Herstal Group.

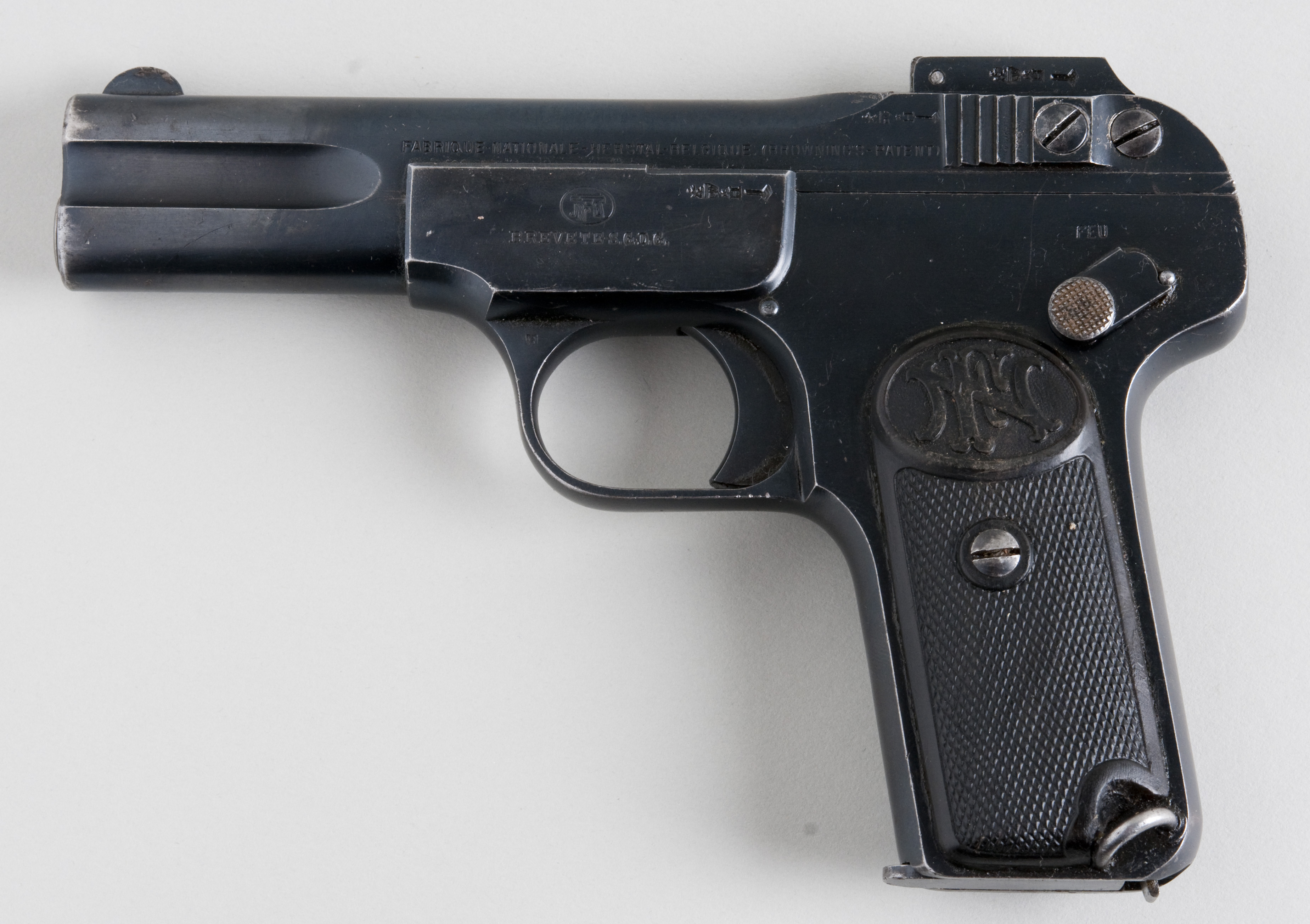
Pistolet FN 1900

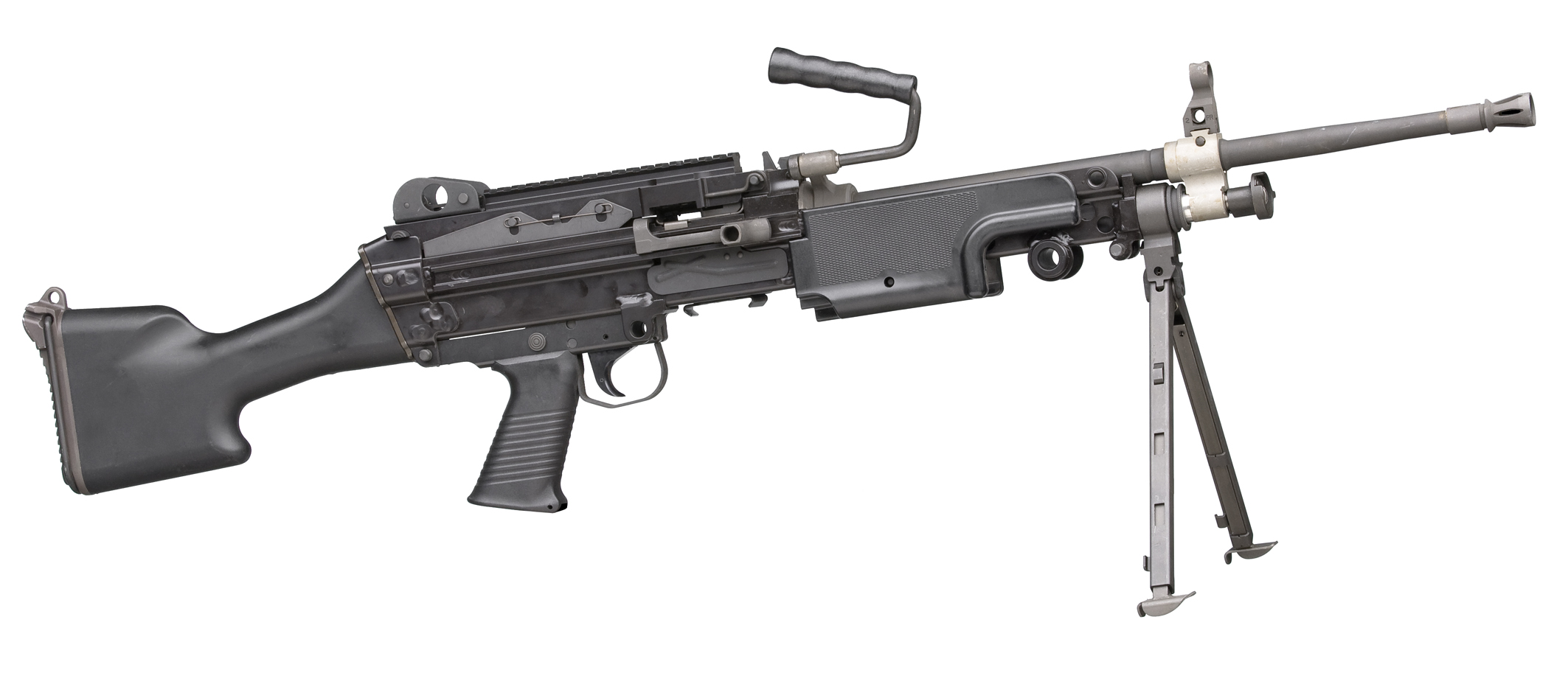
Karabin maszynowy FN Minimi